# Beata Dziadura
Beata Grażyna Dziadura (ur. 11 grudnia 1952 w Gdańsku) – polska wioślarka, olimpijka.

## Życiorys
Brała udział w Igrzyskach Olimpijskich w Moskwie (1980), gdzie zajęła 6. miejsce w jedynkach (skifie). Czterokrotnie startowała w mistrzostwach świata. W Bledzie w 1979 zajęła 6. miejsce w dwójkach podwójnych (z Janiną Klucznik); w Monachium w 1981 była dziewiąta w jedynkach; w Lucernie w 1982 dziesiąta w dwójkach podwójnych (z Marią Kobylińską) i w Hazewinkel w 1985 siódma w jedynkach wagi lekkiej.
Dwadzieścia razy zdobywała mistrzostwo Polski, w tym jedenaście razy w jedynce.
Startowała w barwach gdańskich klubów: Gedanii, a następnie Stoczniowca (przekształconego w Drakkar Gdańsk).
Jej brat Wiesław Dziadura był znanym zapaśnikiem, olimpijczykiem z Moskwy 1980.